# Markranstädt
Markranstädt è una città di 15.153 abitanti della Sassonia, in Germania.
Appartiene al circondario (Landkreis) di Lipsia.